# Touques (fleuve)
Pour les articles homonymes, voir Touques (homonymie).
La Touques est un fleuve côtier de Normandie qui naît aux confins du pays d'Ouche, du pays d'Auge, du Perche et de la campagne d'Alençon, près de Champ-Haut (Orne). Elle baigne les villes de Gacé, Lisieux et Pont-l'Évêque et se jette dans la Manche entre Deauville et Trouville-sur-Mer (Calvados). Son nom ancien, Algia, reste présent dans le pays d'Auge, pays normand que la Touques traverse.

## Hydronymie
Le nom de la Touques est attesté sous les formes in fluvio Tolca 1021-1025, super Tolcam fluvium 1025-1026, trans Tolcam fluvium 1049-1058, Tolcha 1051-1066, in aqua Tolce 1059-1066, etc. Il semble d’origine pré-latine, mais l’élément sur lequel il repose (une racine hydronymique °tel- / °tol- dont il paraît représenter l’élargissement °tol-k-a), suscite encore des interrogations. Albert Dauzat a fait état d’une telle racine présente dans plusieurs noms de rivières tels que la Telle, ancien nom de la Béthune (Seine-Maritime), le Tholon (affluent de l’Yonne), le Touloubre (fleuve côtier des Bouches-du-Rhône) ou encore le Thoulourenc (torrent du Vaucluse).
Une semblable racine °tel- / °tol- s’est aussi appliquée à des sources et des hauteurs, et figure dans le nom d’une divinité aquatique gauloise Telo, en rapport avec le nom de Toulon (Telone Martia, IVe siècle). Il semble que l’on ait affaire à un hydronyme divinisé, reposant sur un élément gaulois °telo ou °telon- « source, cours d’eau ». Ce dernier subsiste en provençal, où touloun est un appellatif désignant des fontaines et des cours d’eau. La racine indo-européenne dont le mot est issu, à savoir °(s)tel- « laisser couler; uriner », ne permet pas d’expliquer les valeurs oronymiques que °tel- / °tol- peut parfois avoir. Cette dernière, qui alterne avec °ter- / °tor-, connaît par ailleurs une très large expansion, puisqu’on la retrouve de la Grande-Bretagne jusqu’au Moyen-Orient, où elle désigne régulièrement des hauteurs.
On a probablement affaire ici à la confusion d’au moins deux éléments d’origine différente : l’un désignant des hauteurs, puis des sources de montagne, des torrents et des rivières; l’autre évoquant l’idée d’écoulement, puis de source et de cours d’eau. Dans le cas du nom de la Touques, rien ne dit qu’il s’agisse de l’élément gaulois. Rien ne l’exclut non plus.

## Géographie

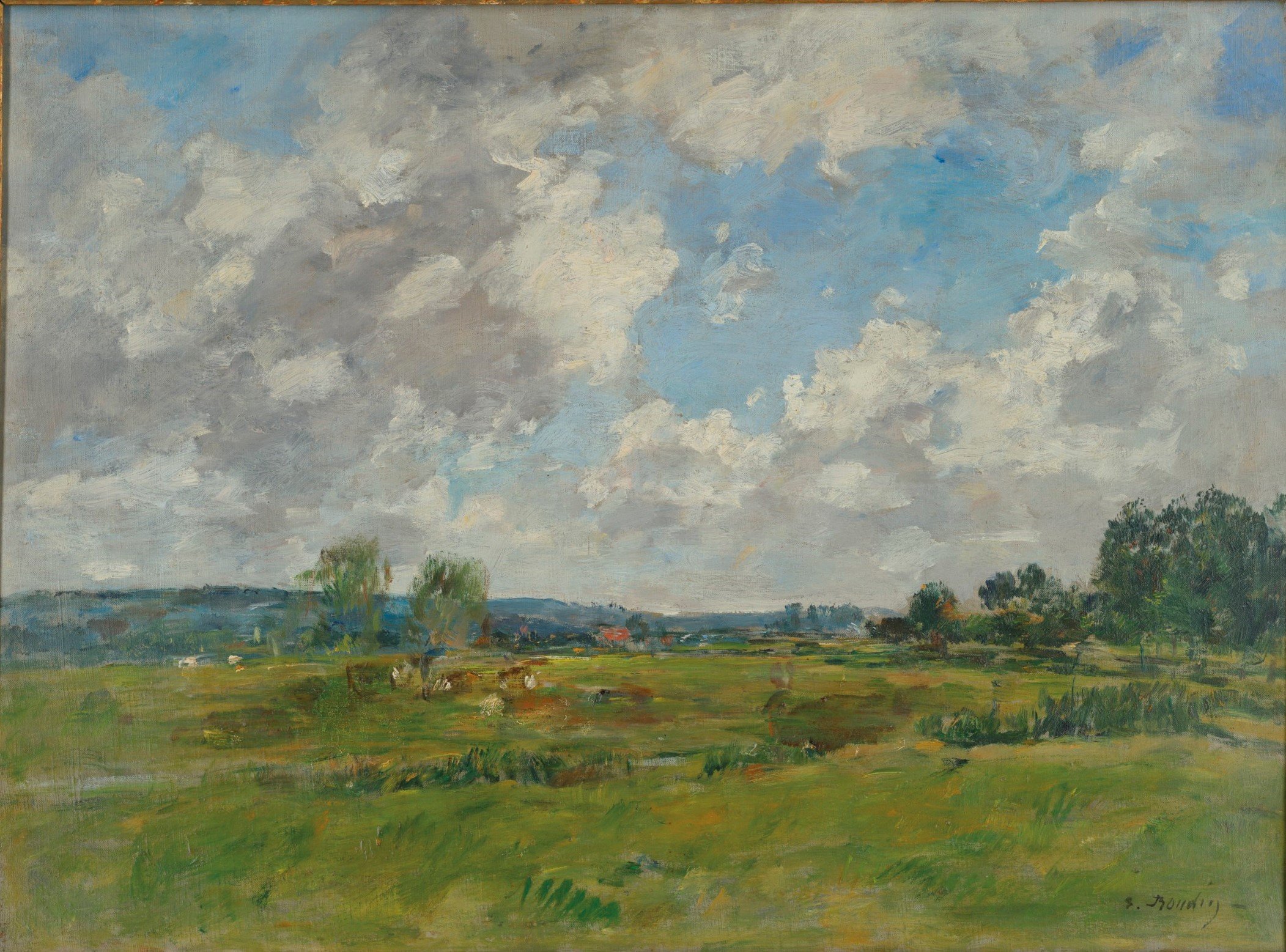
La Vallée de la Touques
Eugène Boudin, 1888-1895
Collection privée, Vente 2020

Dès sa source, la Touques coule droit au nord jusqu'à Pont-l'Évêque. Sa vallée, bien marquée, tranche le plateau crétacé d'argile à silex du pays d'Auge. Un peu avant Pont-l'Évêque, le cours du fleuve s'oriente au nord-ouest et débouche sur la mer par un estuaire ensablé, après un parcours de 108,4 km, à travers le Pays d'Auge.

### Communes traversées
Dans les deux départements du Calvados et de l'Orne, la Touques traverse quarante-sept communes.

### Bassin versant
Le bassin versant de la Touques est voisin du bassin de la Dives, de l'Orne à l'ouest et de la Risle à l'est. La Touques traverse trente zones hydrographiques pour un total de 1 278 km2 de superficie ou de 1 305 km2. Avec la Haute-Calonne, le bassin versant s'étend aussi sur le département de l'Eure.

### Organisme gestionnaire
L'organisme gestionnaire est le syndicat mixte du bassin versant de la Touques.

## Affluents

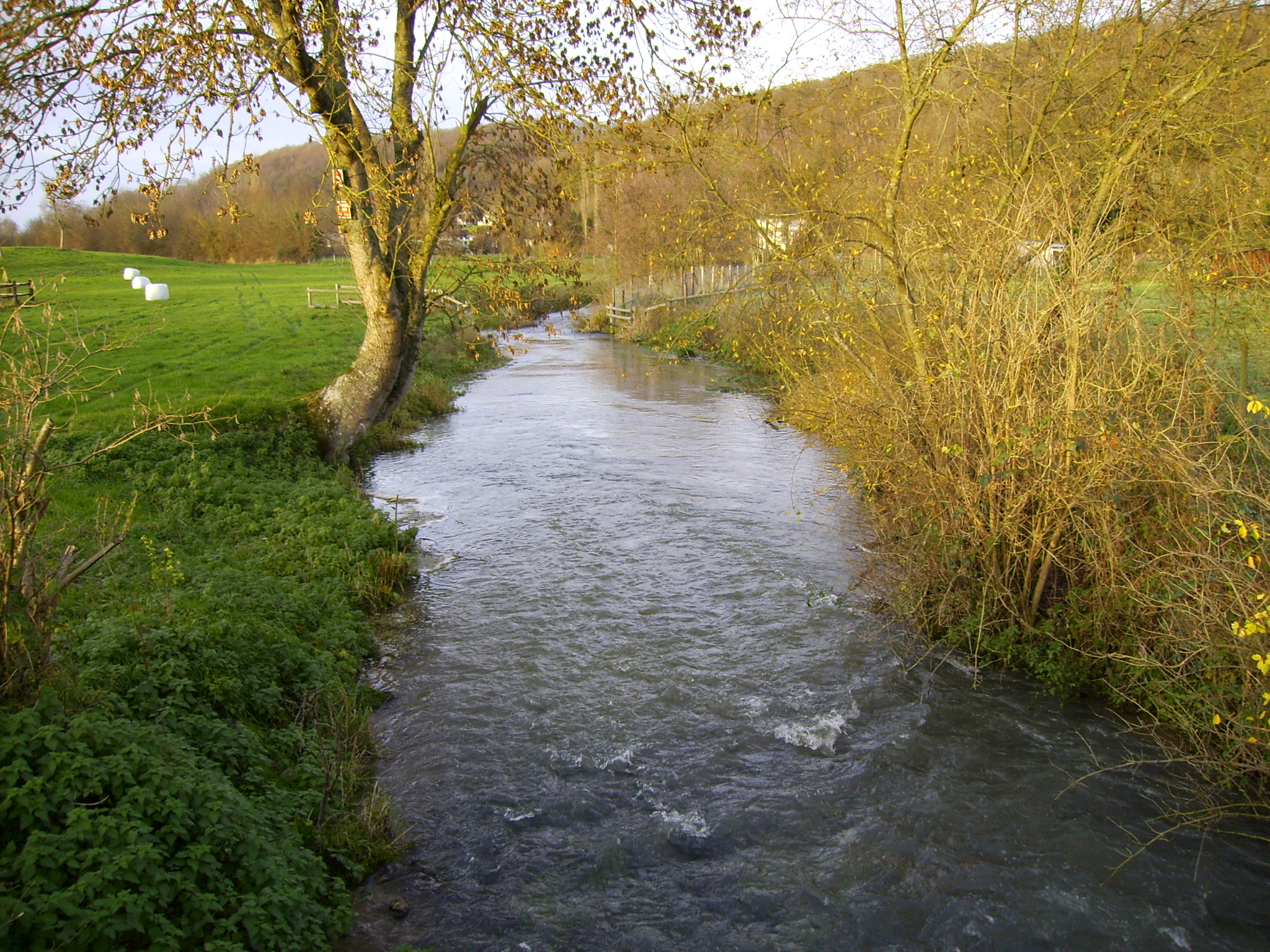
La Calonne, affluent de la Touques à Saint-Pierre-de-Cormeilles.

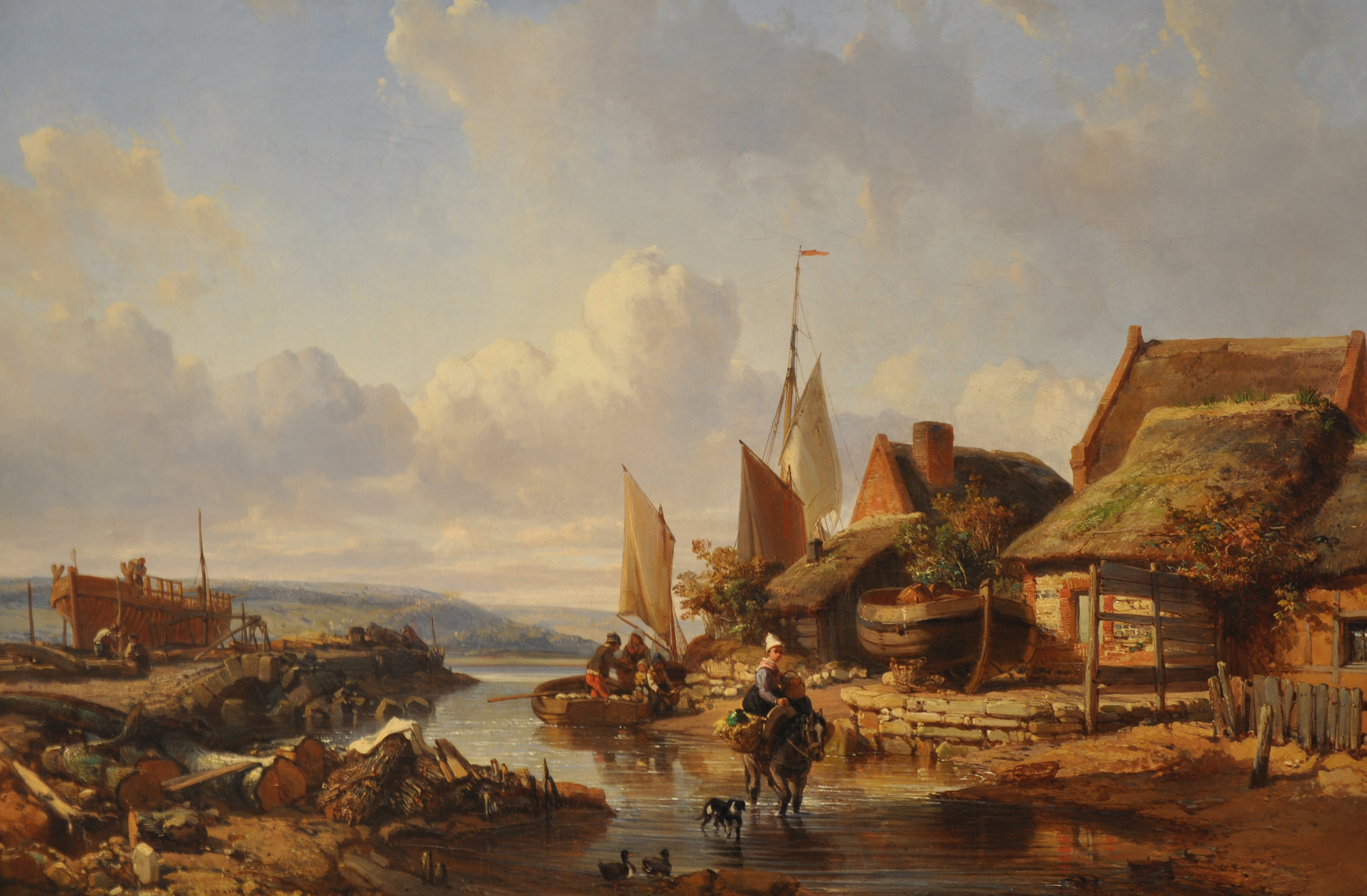
Charles Mozin, Le confluent du ruisseau de Calenville avec la Touques

La Touques a quarante-huit tronçons affluents dont les deux principaux sont l'Orbiquet (rd) à Lisieux, la Calonne (rd) à Pont-l'Évêque.
- la Fontaine Bouillante (rd), 6,7 km sur deux communes sans affluent.
- la Maure (rg), 5,8 km sur trois communes avec trois affluents.
- l'Orbiquet (rd), 29,7 km sur treize communes avec douze affluents dont :
  - la Courtonne, 17,1 km sur cinq communes avec six affluents et un sous-affluent donc de rang de Strahler trois.
- le Cirieux (rg), 7,4 km sur trois communes avec deux affluents.
- la Paquine (rd), 24,8 km sur treize communes avec cinq affluents et de rang de Strahler quatre.
- le Pré d'Auge ou Pré d'Auage (rg), 10 km sur trois communes avec six affluents.
- le Chaussey (rd), 12,5 km sur huit communes avec deux affluents.
- la Calonne (rd), 45,3 km sur dix-neuf communes avec vingt affluents dont :
  - la rivière d'Angerville, 6,1 km sur trois communes avec deux résurgences.
  - le Douet Tourtelle (rd), 6,4 km sur cinq communes sans affluent.
- l'Yvie (rg), 10,5 km sur cinq communes avec un affluent et un sous-affluent donc de rang de Strahler trois.
- le ruisseau des Ouies (rd), 5 km sur deux communes.

ainsi que de nombreux "douets" ou ruisseaux (dont celui du Bourgel (ZNIEFF 250006497)

### Rang de Strahler
Le rang de Strahler de la Touques est donc de cinq par la Paquine.

## Hydrologie

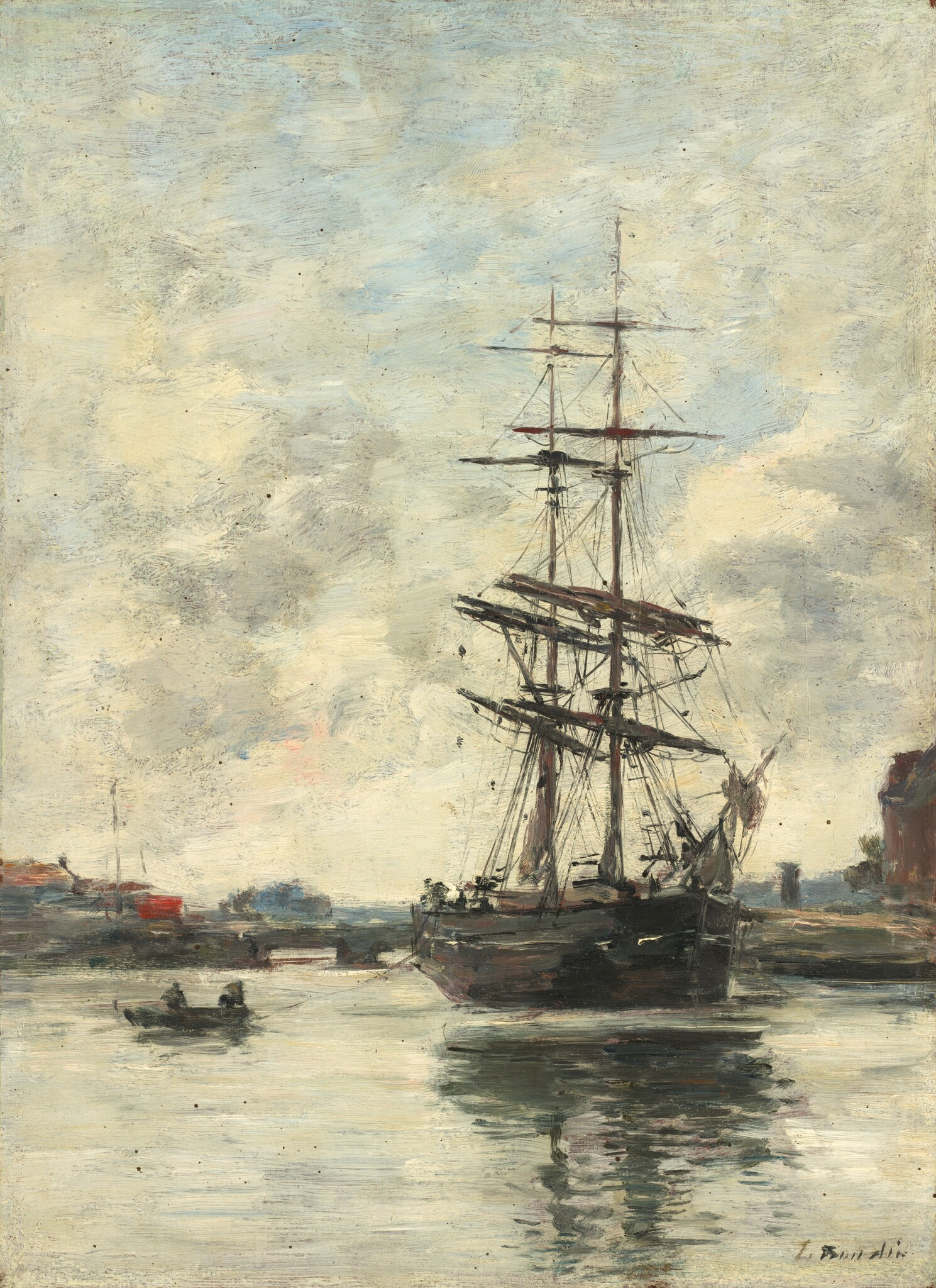
Navire sur la Touques
Eugène Boudin, 1888-1895
Washington, National Gallery of Art

## Aménagements et écologie

### Canalisation

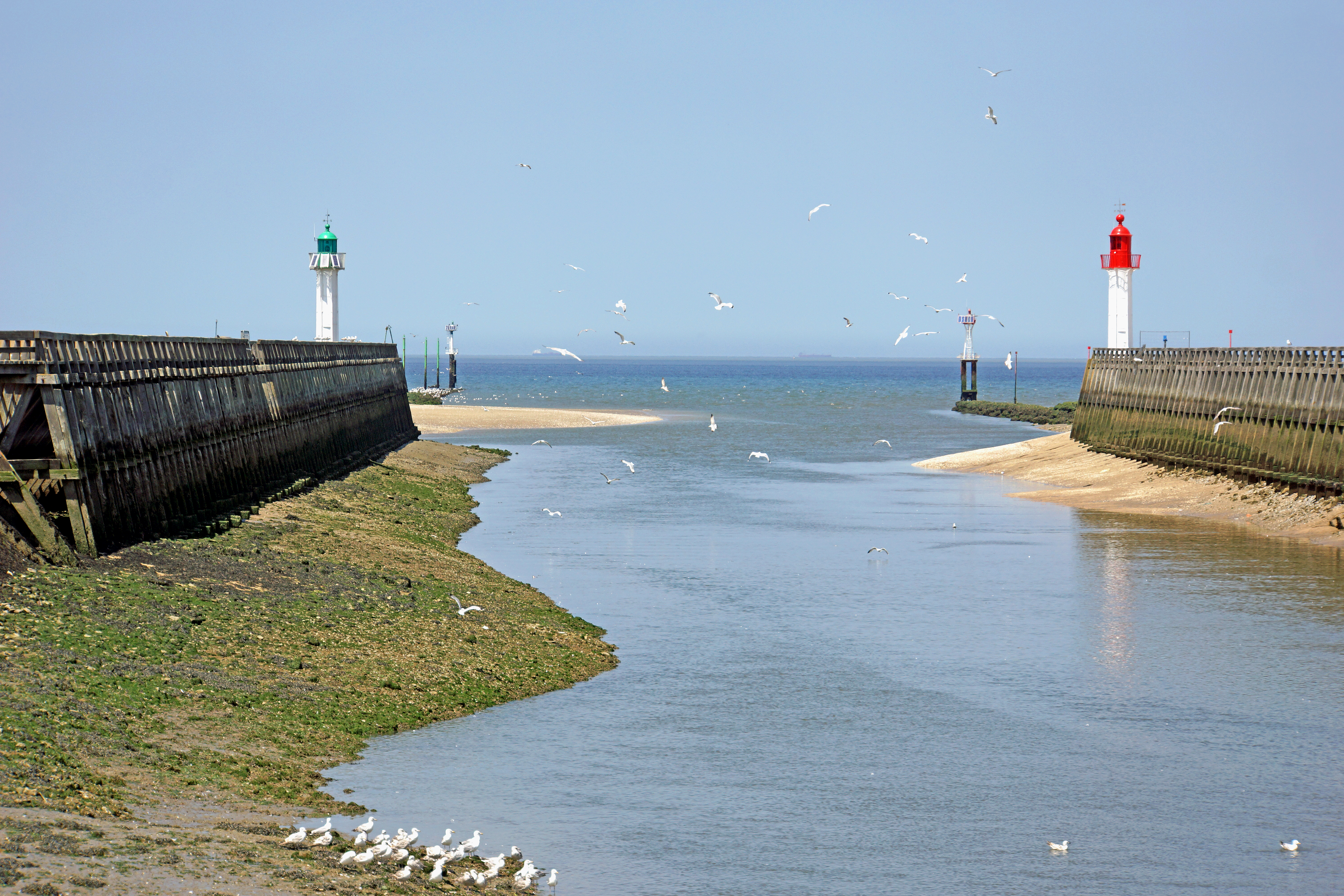
Phare de Deauville et de Trouville.

Jadis, la Touques se jetait quelque 3 kilomètres plus à l’ouest, dans le marais de Blonville-sur-Mer. Entre 1846 et 1849, son cours terminal a été canalisé dans le cadre de projets visant à améliorer le trafic maritime en pleine expansion, la navigation de pêche (son orientation face aux vents d'ouest dominants de l'hiver, empêchait la sortie des barques trouvillaises) et à contrôler les crues. Le détournement de ce cours vers le Nord est entrepris par le creusement d'un chenal quasi perpendiculaire à la direction initiale, que l'on fixe par deux estacades en chêne équarri. Dans le seconde moitié du XIXe siècle sont édifiés sur chaque jetée le phare vert de Deauville et le phare rouge de Trouville. Pour remédier à l'ensablement permanent du chenal, les jetées sont allongées en 1858 et 1870, portant leur longueur définitive à 550 mètres pour celle de l'ouest, à 219 mètres pour celle de l'est. Bombardées à la fin de la Seconde Guerre mondiale, ces jetées sont respectivement reconstruites en 1952 et 1964.

### Les Lavandières d'Eugène Boudin
Eugène Boudin visitait chaque année la station balnéaire de Trouville sur la côte normande. Il choisit d'abord de peindre les baigneuses à la mode sur la plage mais s'intéresse peu à peu à la vie du port. La plupart des œuvres de Boudin autour du port montrent la rivière Touques.
Les lavandières occupent un monde différent des visiteurs saisonniers. Elles sont à pied d'œuvre pour laver leur linge dans la rivière Touques, juste à l'intérieur de la station.
Il a peint une centaine de petits tableaux représentant ces femmes occupées à faire la lessive. Elles sont représentées agenouillées sur le sable près du quai, à marée basse, avec des bateaux de pêche échoués à proximité. Il montre rarement ces femmes se tournant vers l'autre et bavardant ; au lieu de cela, elles sont vus de dos, le dos courbé, concentrés sur leur tâche. 

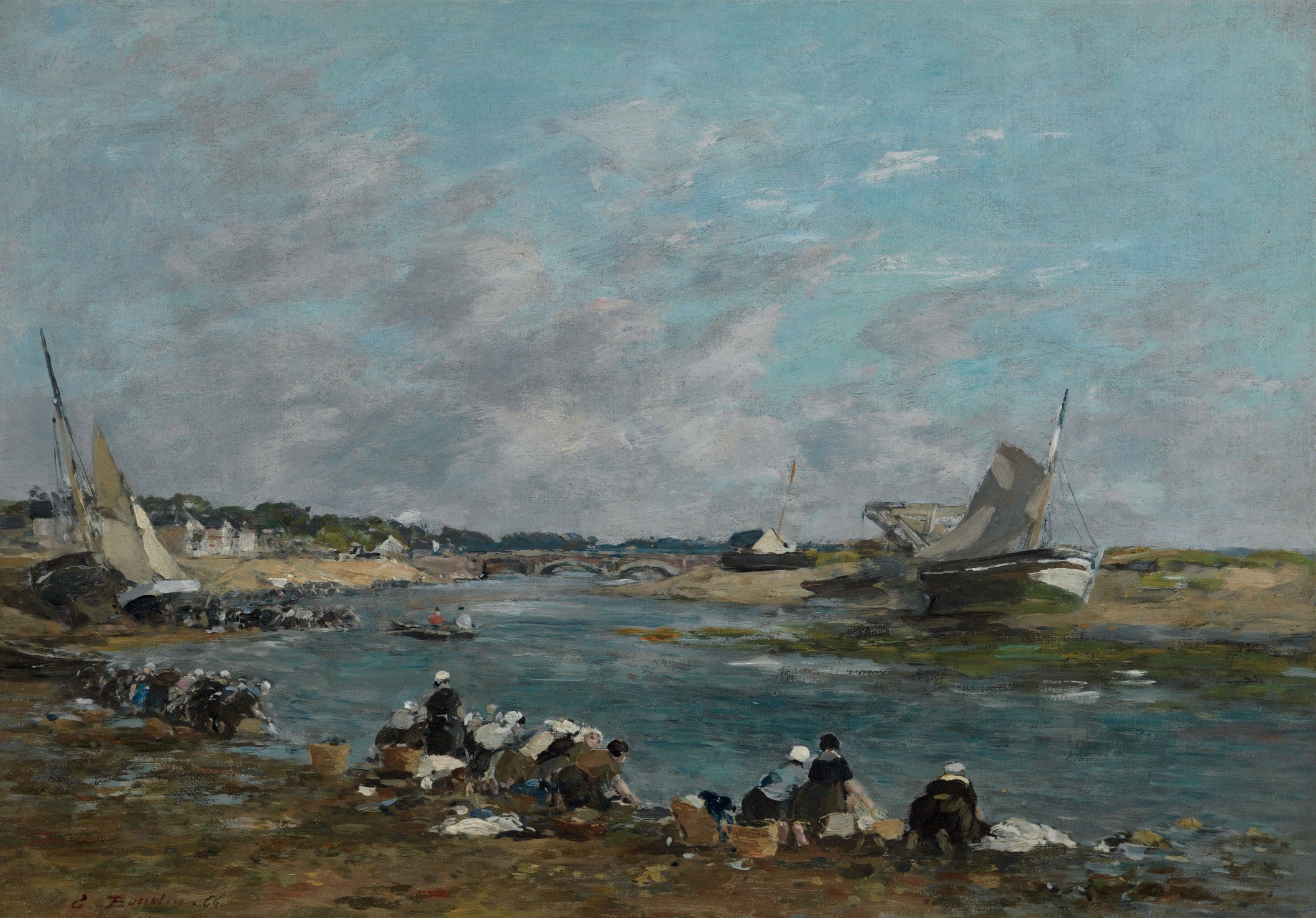
Lavandières sur un des bras de la Touques, 1866 Collection privée, Vente 2010
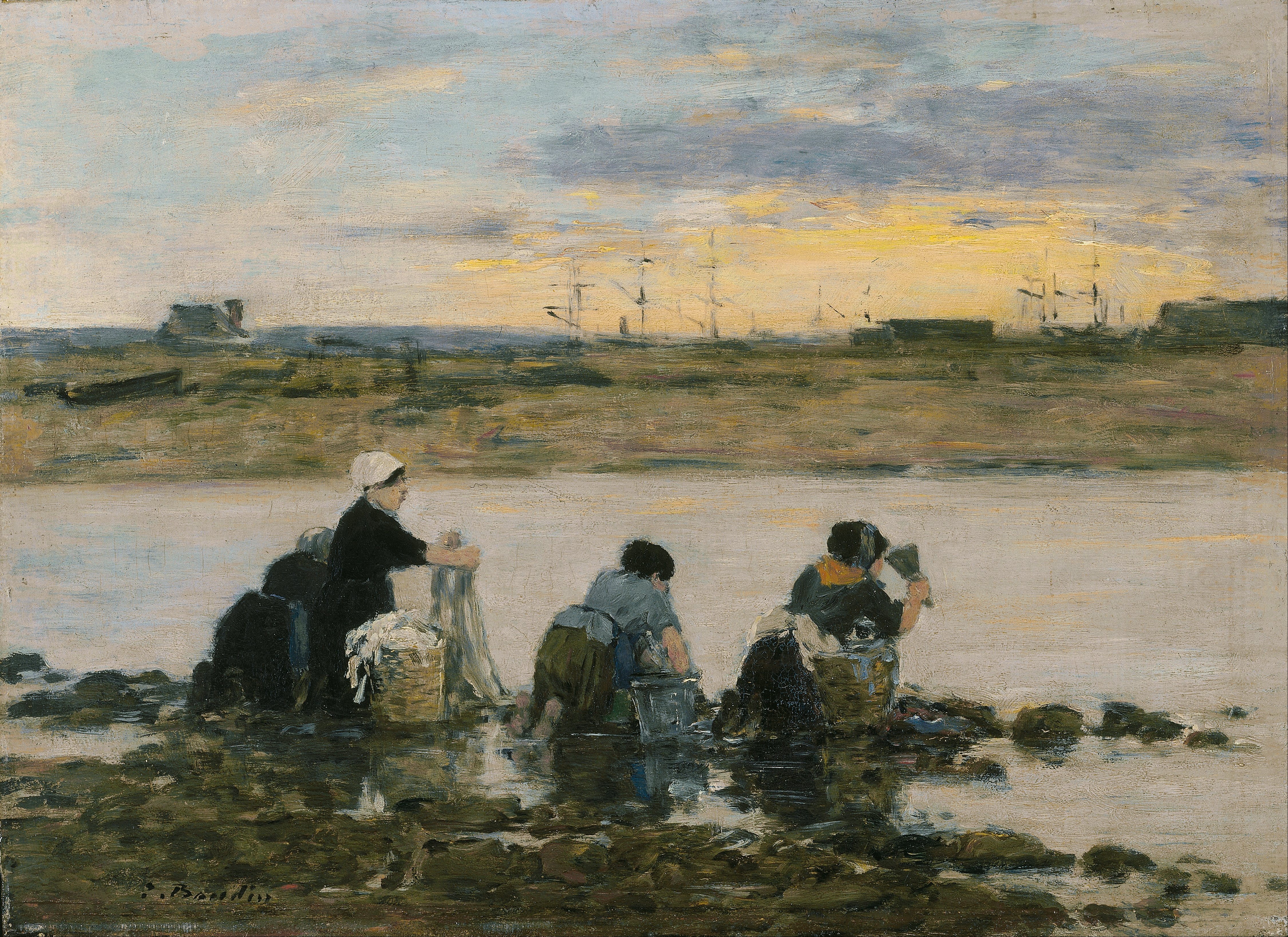
Lavandières au bord d'une rivière, 1880-1885 Musée d'Israël, Jérusalem
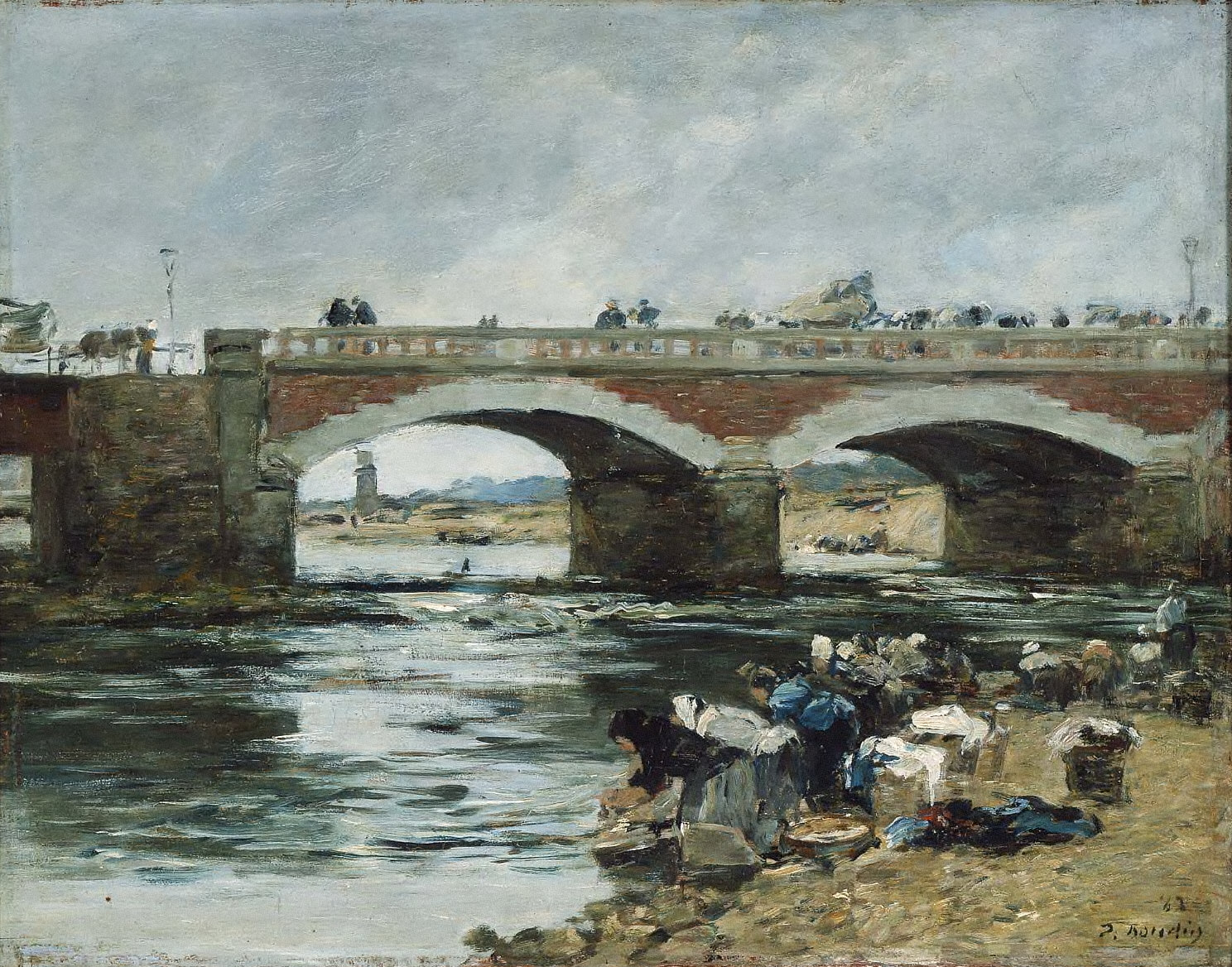
Lavandières près d'un pont, 1883 Musée des Beaux-Arts (Boston)
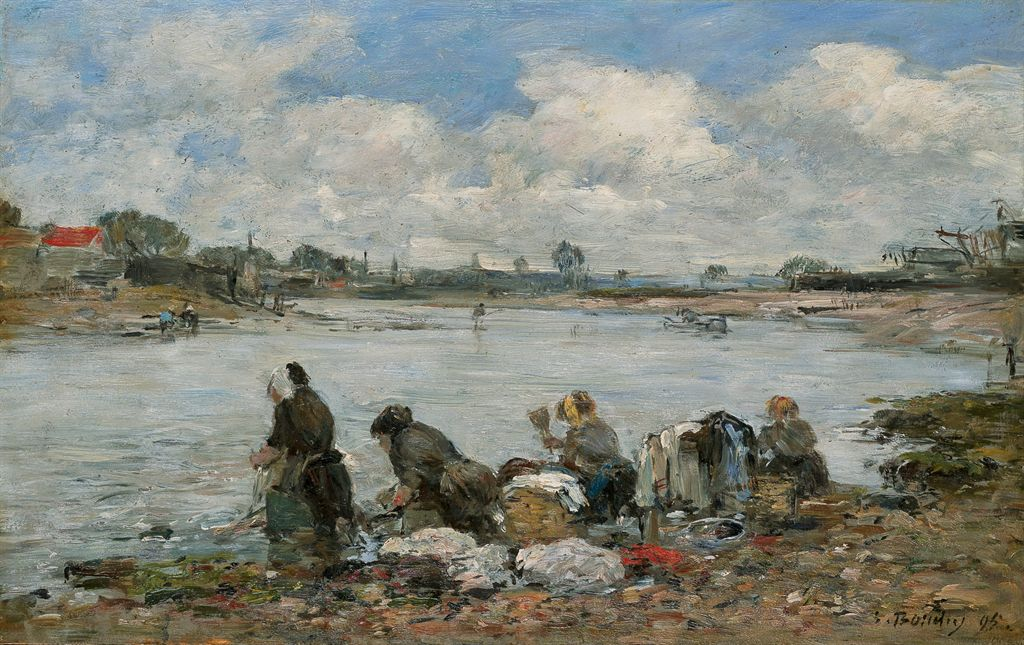
Lavandières au bord de la Touques,  1885 Collection privée, Vente 2010
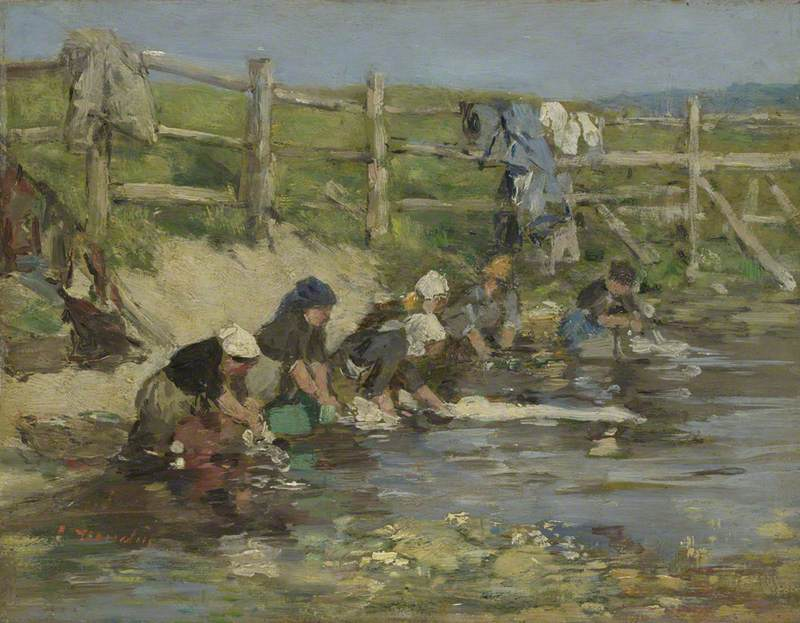
Lavandières près d'un ruisseau, 1885 Londres, National Gallery
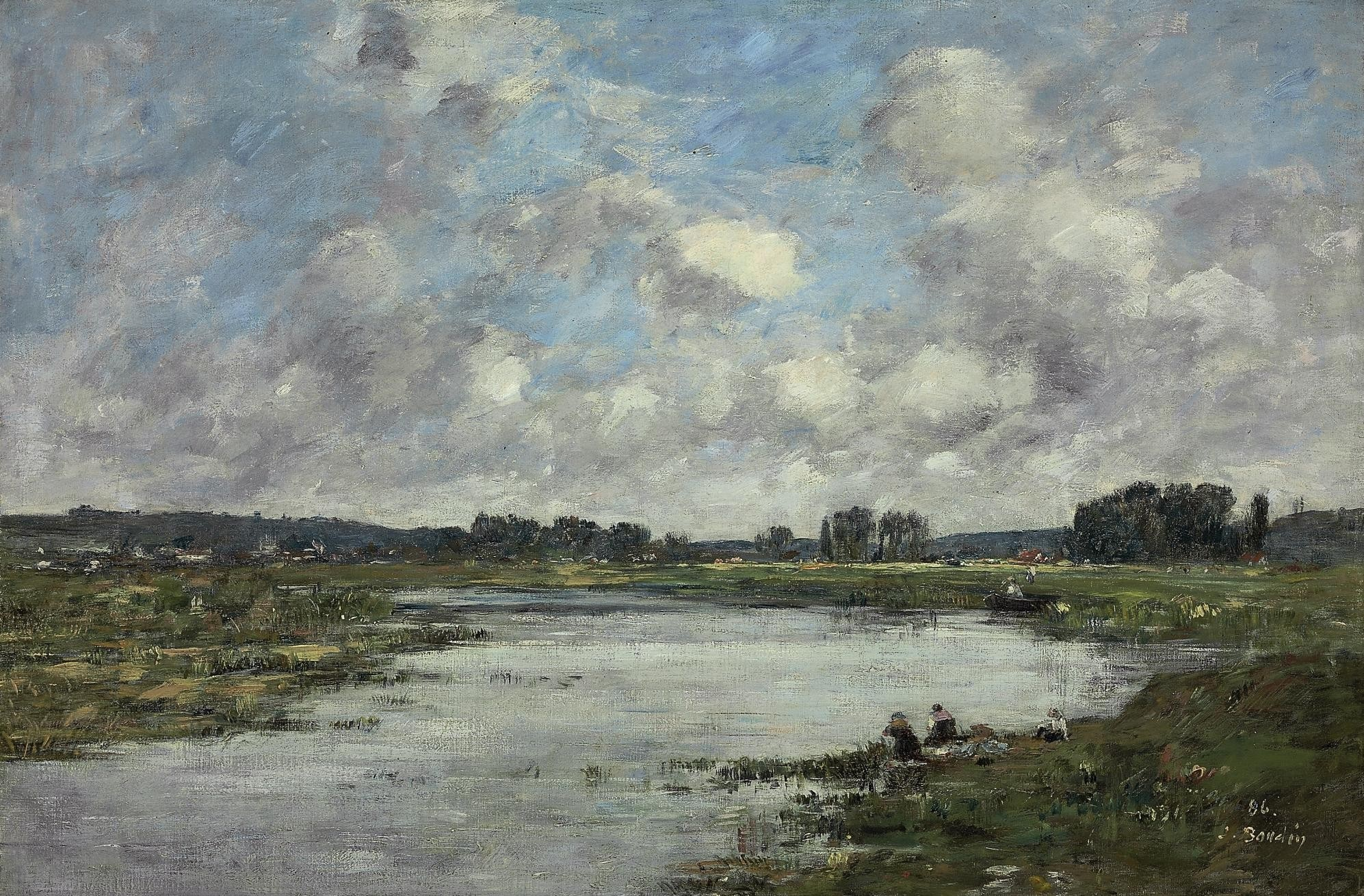
Lavandières au bord de la Touques, 1886 Collection privée, Vente 2017

### Pêche
Il s'agit d'une rivière dite de première catégorie où l'on peut s'adonner à la pêche à la mouche. Les truites de mer y sont réputées.

### Pollution
Des prélèvements effectués en 2019 par l'ONG Surfrider révèlent la présence de microplastiques dans le fleuve.